# عريف الجعبري
عريف روبين عبد الحليم الجعبري (وُلد في 1 أكتوبر 1948 في الخليل) سياسي فلسطيني، شغل منصب أول محافظٍ لمحافظة الخليل بين عامي 2002 و2007، وشغل لاحقًا منصب محافظ محافظة أريحا بين عامي 2007 و2008.

## حياته
وُلد عريف الجعبري في مدينة الخليل في 1 أكتوبر 1948 إبان فترة الإدارة الأردنية للضفة الغربية. يحمل درجة البكالوريوس في الدراسات الإسلامية من جامعة الخليل، ودرجة الدبلوم في الإدارة وعلم المكتبات من المجلس الثقافي البريطاني.
عمل الجعبري في جامعة الخليل حيث تدرج في المناصب حتى تسلم مهام رئيس الجامعة للشؤون الإدارية بين عامي 1980 و1994. شغل منصب وكيل مساعد في وزارة الأوقاف والشؤون الدينية في السلطة الوطنية الفلسطينية بين عامي 1994 و2002.
عُين في عام 2002 محافظًا لمحافظة الخليل، واستمر في المنصب حتى عام 2007 عندما عُين محافظًا لمحافظة أريحا والأغوار، والتي استمر فيها حتى 15 سبتمبر 2008، عندما مُنح رتبة وزير وأُحيل إلى التقاعد.